# Brunettia rotundior
Brunettia rotundior és una espècie d'insecte dípter pertanyent a la família dels psicòdids.

## Descripció
- Les antenes del mascle fan 0,74 mm de llargària i les ales 1,48-1,66 de llargada i 0,72-0,76 d'amplada.
- Les antenes de la femella mesuren entre 0,96 i 1,03 mm de llargada i les ales 1,46-1,50 de longitud i 0,78-0,80 d'amplada.
- La placa subgenital de la femella presenta un parell de lòbuls ben separats.[6]

## Distribució geogràfica
Es troba a Àsia: és un endemisme de Taiwan.